# Liste de jeux de rythme
Un jeu de rythme est un genre de jeu vidéo. Cet article présente une liste de jeux référents classés par ordre alphabétique.
- Haut – A
- B
- C
- D
- E
- F
- G
- H
- I
- J
- K
- L
- M
- N
- O
- P
- Q
- R
- S
- T
- U
- V
- W
- X
- Y
- Z

## A
- A Dance of Fire and Ice
- Aerosmith: Quest for Fame
- Amplitude
- Arcaea

## B
- Bang Dream
- B-Boy
- Beat Planet Music
- Beat Saber
- Beatmania
- Beatmania IIDX
- Beatmania III
- Boogie
- Born To Rock
- Britney's Dance Beat
- Bust a Groove
- Beat the Beat: Rhythm Paradise

## C
- Cool Cool Jam
- Cool Cool Toon
- Crackin'DJ
- Clone Hero
- Crypt of the NecroDancer
- Cytus
- Cytus II

## D
- D4DJ
- Daigassō! Band Brothers (Jam With The Band)
- Dance Central
- Dance Dance Revolution (Dancing Stage)
- Dance ManiaX (Dance Freaks)
- Dance Station
- Dancing Furby
- Dark Room Sex Game
- Debut 21
- Depth
- DJ Hero
- DJ Max
- DJ Wars
- Dog of Bay
- Doki Doki Idol Seeker Remix
- Donkey Konga
- DrumMania (Percussion Freaks)

## E
- eJay
- Electroplankton
- Elite Beat Agents
- Eye Toy: Groove
- EZ2Dancer
- EZ2DJ

## F
- Frequency
- Frets on Fire
- FunkMaster Flex's Digital Hitz Factory
- Flow: Urban Dance Uprising
- Friday Night Funkin'

## G
- Geometry Dash
- Gitaroo Man
- Great Hits
- Groove Coaster
- Grover's Music Maker
- Guitar Freaks
- Guitar Hero
- Guitar Hero 2
- Guitar Hero III: Legends of Rock
- Guitar Hero: World Tour
- Guitar Hero Live
- Guitar Jam

## H
- Hatsune Miku Project DIVA :
  - Hatsune Miku Project Diva 2nd
  - Hatsune Miku Project Diva Extend
  - Hatsune Miku Project Diva Arcade
  - Hatsune Miku Project Diva Dreamy Theater
  - Hatsune Miku Project Diva Dreamy Theater 2nd
  - Hatsune Miku Project Diva Dreamy Theater Extend
  - Hatsune Miku Project Diva F
  - Hatsune Miku Project Diva F 2nd
  - Hatsune Miku Project Diva Arcade Future Tone
  - Hatsune Miku Project Mirai
  - Hatsune Miku Project Mirai 2
  - Hatsune Miku Project Mirai DX
  - Hatsune Miku Project Diva X
  - Hatsune Miku Project Diva Future Tone

## I
- In the Groove
- iS Internal Section

## J
- JamLegend
- Jubeat :
  - jubeat
  - jubeat ripples
  - jubeat ripples APPEND
  - jubeat knit
  - jubeat knit APPEND
  - jubeat copious
  - jubeat copious APPEND
  - jubeat saucer
  - jubeat saucer fulfill
  - jubeat prop
  - jubeat Qubell
  - jubeat clan
  - jubeat festo
  - jubeat avenue
- Jung Rhythme
- Jungle Book: Groove Party
- Just Dance (série)
- Just Shapes and Beats

## K
- KeyboardMania
- Kingdom Hearts: Melody of Memory
- Kitty the Kool
- Karaoke Revolution (Karaoke Stage)
- K-Shoot Mania

## L
- Lumines

## M
- Mad Maestro
- Maestromusic (The)
- maimai
- Mambo a Go Go
- Martial Beat
- Micro Rythm
- Mini Moni : Shaka To Tambourine
- Mojib-Ribbon
- Moero! Nekketsu Rhythm Damashii Osu! Tatakae! Ouendan 2
- MTV Drumscape
- MTV Music
- Music
- Museca
- Mr. Janggo
- Mungyodance 2

## N
- Nanoloop
- NeoDumX

## O
- O2Jam
- On Da Mic
- osu!
- Osu! Tatakae! Ouendan
- Moero! Nekketsu Rhythm Damashii Osu! Tatakae! Ôendan 2

## P
- Paca Paca Passion
- Para Para Paradise
- PaRappa the Rapper
- PaRappa the Rapper 2
- Patapon
- Patapon 2
- Patapon 3
- Percussion Master
- Perfect Performer
- Performous
- Planet Dob
- Pop'n Da!
- Pop'n Music
- Pop'n Stage
- PowerDrum
- Project DIVA
- Project Sekai: Colorful Stage! feat. Hatsune Miku
- Project V6
- Pump it Up
- Punch the Monkey! Game Edition
- Puyo Puyo Da

## R
- Rez
- Rhyme Rider Kerorican
- Robots: Video Alchemy
- Rock Fever
- Rock'n Mega Stage
- Rhythm'n Face
- Rhythm Paradise
- Rhythm Tengoku
- Rock Band''
- Rocksmith
- Rocksmith+
- Rocksmith 2014
- Rhythm Doctor

## S
- Samba de Amigo
- SingStar
- Slap Happy Rythm Busters
- Sound Qube
- Space Channel 5
- Space Channel 5: Part 2
- Space Channel 5: Ulala's Cosmic Attack
- Space Channel 5: Special Edition
- Space Channel 5 VR: Kinda Funky News Flash!
- Space Venus featuring Morning Musume
- Spin Rhythm XD
- StepMania
- Stepping Selection
- Style Laboratory
- Super Producers
- Super Tempo
- Superstar SMTown

## T
- Taiko no Tatsujin (Taiko Drum Master)
- Tam Tam Paradise
- Technic Beat
- TechnoMotion
- TeknoWerk
- The Virtual Guitar
- Theatrhythm Final Fantasy
- Theatrhythm Final Fantasy: Curtain Call
- Tunin'Glue

## U
- UmJammer Lammy
- Unison: Rebels of Rhythm and Dance
- Uta no Prince-sama: Shining Live

## V
- Vib-Ribbon
- Vib-Ripple
- Visual Mix Ayumi Hamasaki Dome Tour 2001
- VJ Visual&Music Slap
- VOEZ

## W
- Welcome To West Feedback
- Wonder Zone